# The Toll of the Marshes
The Toll of the Marshes è un cortometraggio muto del 1913 scritto e diretto da Archer MacMackin.

## Produzione
Il film fu prodotto da Theodore Wharton per l'Essanay Film Manufacturing Company. Venne girato a Ithaca (New York) con il titolo di lavorazione The Woman Scorned.

## Distribuzione
Distribuito dalla General Film Company, il film - un cortometraggio in due bobine - uscì nelle sale cinematografiche USA il 31 ottobre 1913.